# Rakousko-uherská ponorková flotila
Rakousko-uherská ponorková flotila byla jednou ze složek rakousko-uherského loďstva, a to mezi léty 1905 až 1918. Sestávala z 27 ponorek 7 tříd. Výrazně se zapojila do úspěchu rakousko-uherského loďstva nad mnohem silnějším nepřítelem v první světové válce.

## Historie

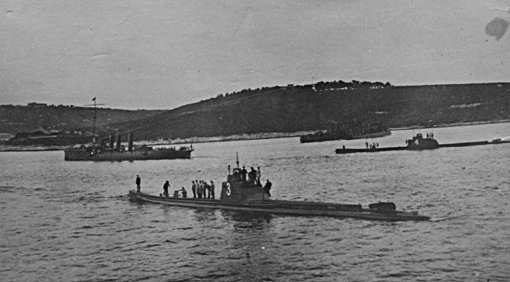
Historicky dvě první rakousko-uherské ponorky ve službě. V popředí U 3, v pozadí U 4

Historie ponorek u rakousko-uherské Kriegsmaríny začíná v lednu 1905, kdy námořní sekce ministerstva války vypsala veřejnou soutěž na první rakousko-uherské podmořské čluny. Soutěž vyhrály americká firma Lake, německá Germania-Werft a rakouská Whitehead. Od každé firmy byly zakoupeny dva kusy. U 1 a U 2 Lakeovy konstrukce byly stavěny v Námořním arzenále v Pule a do služby vstoupily až v roce 1911. První rakousko-uherskou ponorkou se tak stala U 4 od firmy Germania, zařazená do stavu c. a k. námořnictva 29. srpna 1909. Sesterská U 3 ji následovala nedlouho poté. V první polovině roku 1910 pak byly dokončeny i U 5 a U 6 Hollandovy konstrukce, licenčně vyráběné firmou Whitehead. První ponorkovou základnou se stala U-Station Pola, zřízená v roce 1909. Na vydání prvních provizorních předpisů si však posádky ponorek musely počkat až do roku 1912 (služební odznak pro posádky ponorek však byl zřízen již v březnu 1910). 
V lednu 1910 byla zřízena speciální komise viceadmirála Zieglera, která měla zhodnotit výsledky zkoušek prvních čtyř rakousko-uherských ponorek (U 3 - U 6). Tato komise shledala, že se dají nanejvýš využít k obraně přístavů a pobřeží, avšak pozdější válečná nutnost nasadila tyto ponorky i do akcí na hlubokém moři. Po zhodnocení komise následovalo vypsání druhé soutěže, kterou dne 27. ledna 1913 vyhrála Germania-Werft. Objednáno bylo pět ponorek (měly nést označení U 7 - U 11) a stavba probíhala v Německu. Po vypuknutí války převzalo tato plavidla německé námořnictvo a zařadilo je do služby jako U 66 - U 70. Další ponorné čluny byly objednány u italské firmy Fiat-Laurenti, avšak obchod zhatila neutralita Itálie v počátku první světové války. Dalším přírůstkem do ponorkové flotily byla U 12, původně soukromý projekt společnosti Whitehead, kterou předtím rakousko-uherské námořnictvo dvakrát odmítlo. Nyní kvůli nedostatku jiných plavidel byla s povděkem odkoupena.

## Bojové nasazení

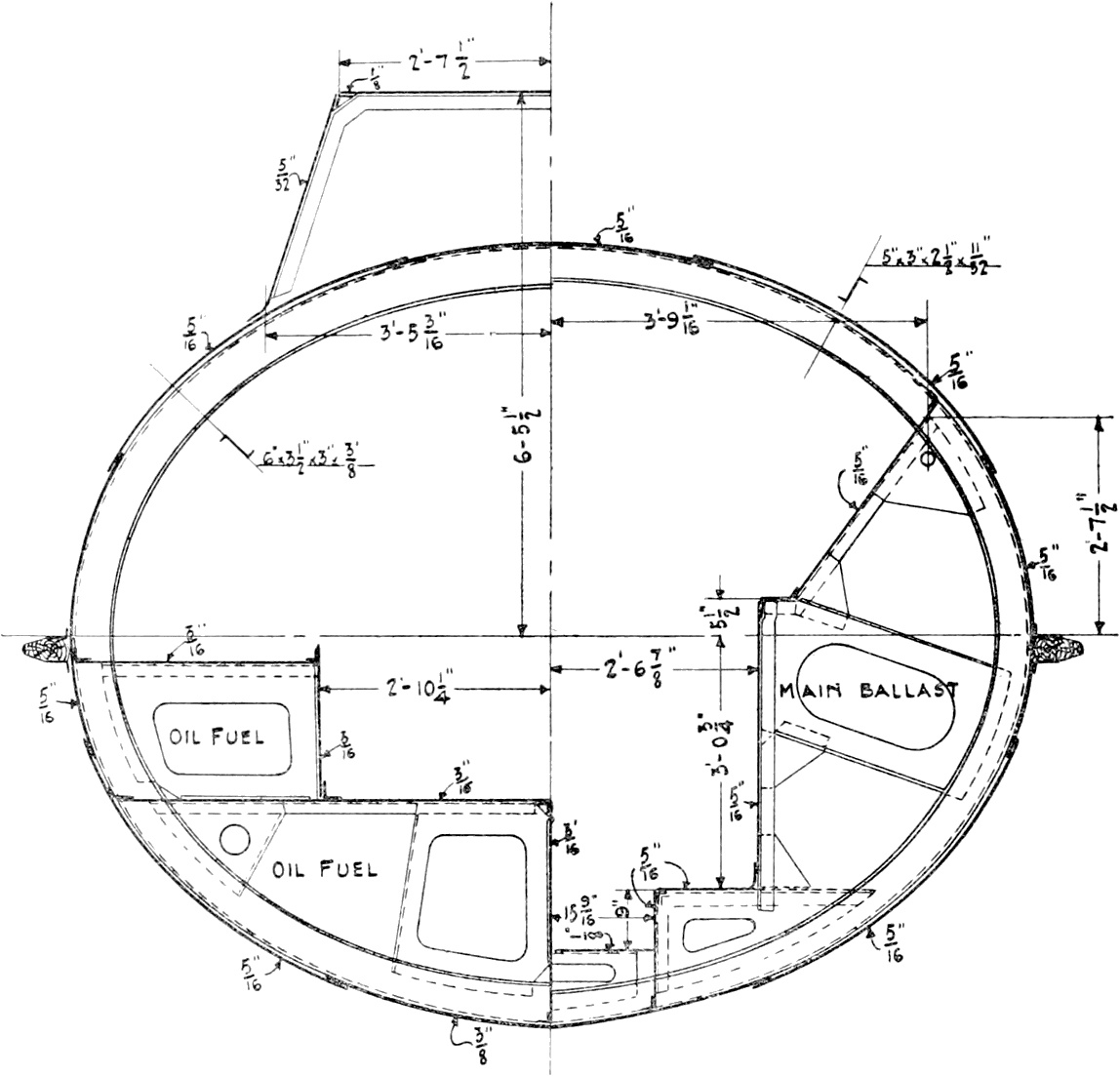
Průřez ponorkou třídy Havmanden

Když vypukla první světová válka, měla rakouská marína k dispozici jen 4 bojeschopné ponorky, přičemž pátá byla ve výstavbě a další dvě sloužily k výcviku. V září 1914 se ponorky se svou depotní lodí SMS Pelikan přemístily na základnu na Brionských ostrovech, kde měla vzniknout hlavní ponorková základna. O několik dní později byly ale ponorky U 3 a U 4 odtaženy do Boky Kotorské, která později nesla hlavní tíhu operační činnosti ponorek na Jadranu.
Rakousko-uherská ponorková flotila čítala celkem 27 ponorek 7 tříd. Dvě třídy byly americké Lake (U 1 a U 2) a Holland (U 5, U 6 a U 12), jedna vlastní rakouské konstrukce firmy Whitehead s názvem Havmanden (U 20, U 21, U 22 a U 23), zbytek pak německé třídy Germania (U 3 a U 4), UB-I (U 10, U 11, U 15, U 16 a U 17) a UB-II (U 27, U 28, U 29, U 30, U 31, U 32, U 40, U 41, U 43 a U 47). Jedna ponorka byla francouzské třídy Brumaire, jednalo se o francouzskou ponorku Curie, která byla po svém potopení vyzvednuta, opravena a zařazena do služby jako U 14.

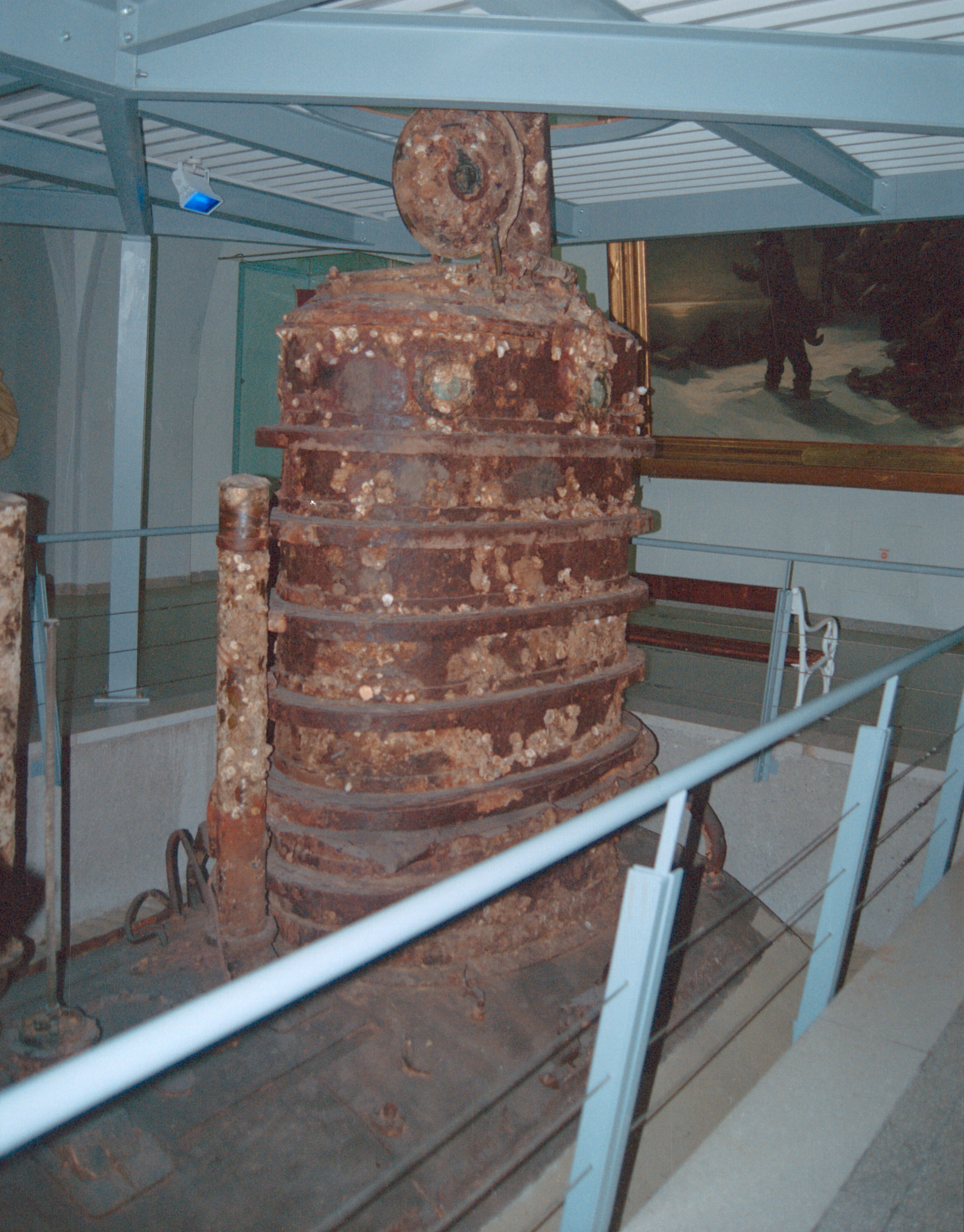
Vytažená věž ponorky U 20

Dne 27. června 1915 začala být navíc budována německá ponorková základna v Boce Kotorské. Německé ponorky působící na Jadranu pak dostaly rakousko-uherskou imatrikulaci, čímž se Německo vyhnulo případným mezinárodním protestům kvůli neomezené ponorkové válce, kterou tyto podmořské lodě vykonávaly.
Za první světové války 27 rakouských ponorek dokázalo potopit 11 větších válečných lodí nepřítele (2 pancéřové křižníky, 2 pomocné křižníky, 5 torpédoborců a 2 ponorky) a 4 další vážně poškodit (1 bitevní loď, 2 křižníky, 1 torpédoborec). Při útocích na námořní dopravu se jim podařilo potopit 108 obchodních lodí o celkovém objemu 196 102 BRT. Jejich ztráty byly 7 ponorek (U 3, U 6, U 16, U 20, U 23, U 27 a U 30). Při službě na ponorkách zahynulo 99 námořníků (z toho 6 velitelů) a 46 mužů padlo do zajetí (2 z nich v zajetí zemřeli).